# Hirschbach (Austria)
Hirschbach è un comune austriaco di 569 abitanti nel distretto di Gmünd, in Bassa Austria; ha lo status di comune mercato (Marktgemeinde). È stato istituito nel 1985 scorporandolo dal comune di Kirchberg am Walde.